# 능주초등학교
능주초등학교는 대한민국 전라남도 화순군 능주면 잠정리에 있는 공립 초등학교이다.

## 학교 연혁
- 1908년 10월 1일 능주육영보통학교 개교
- 1911년 6월 22일 능주공립보통학교(4년제) 인가(관영리)
- 1923년 3월 20일 6년제 인가
- 1938년 4월 1일 능주공립심상소학교 (교명 변경)
- 1938년 6월 6일 현 위치로 이전
- 1941년 4월 1일 능주공립국민학교 (교명 변경)
- 1950년 4월 1일 능주국민학교 (교명 변경)
- 1984년 3월 5일 병설유치원 개원
- 1996년 3월 1일 능주초등학교로 교명 변경
- 2008년 10월 4일 개교 100주년 기념행사
- 2009년 3월 1일 능주북초등학교 본교에 통폐합
- 2015년 11월 2일 정율성 교실 설치
- 2018년 5월 9일 국제교류(중국 절강성 천태현 적성가도 제4소학) 협약
- 2019년 3월 1일 : 2019. 전라남도교육청지정 학생 참여형 수업 연구학교(1년)
- 2023년 1월 4일 : 제40회 유치원 졸업식(졸업생 2명, 총수 953)
- 2023년 1월 6일 : 제110회 초등학교 졸업식(졸업생 16명, 총수 9,038명)
- 2023년 3월 1일 : 제29대 서재숙 교장 부임
- 2023년 3월 2일 : 신입생 입학식(입학생 12명)

## 학교 상징
- 교화 - 개나리 : 고귀한 품성
- 교목 - 히말라야시다 : 높은 기상
- 교색 - 녹색 : 싱그러운 생명

## 참고 자료
- 능주초등학교 - 한국교육학술정보원 학교알리미